# Інформаційно-аналітична діяльність
Інформаційно-аналітична діяльність (ІАД) — сукупність інформаційних процесів (збір, пошук, переробка інформації), необхідних для якісного та ефективного процесу управління.
Інформаційно-аналітична робота є складовою інформаційно-аналітичної діяльності. Під час проведення ІАД виділяють два рівні (або напрями) інформаційно-аналітичної роботи (ІАР):
- інформаційний — пошук, збирання, зберігання, поширення інформації;
- аналітичний рівень — узагальнення, класифікація інформації, її аналіз і перетворення, розробка висновків, пропозицій, рекомендацій і прогнозів.

Інформаційно-аналітична робота по прийняттю рішень може мати оперативний, тактичний або стратегічний рівень.
При ІАР використовуються такі форми роботи:
- моніторинг — складання інформаційних зведень та оглядів;
- аналіз ефективності прийняття рішень;
- дослідження актуальних проблем (інформаційні розробки, оперативні дослідження, аналітичні дослідження).